# 노스페이스갓
노스페이스갓(영어: Northfacegawd, 본명: 한상훈, 1992년 6월 14일 ~ )는 대한민국의 래퍼이다. 현재 STAREX크루에 소속되어 있다.

## 활동
2015년부터 'bredy'라는 랩네임으로 활동했다. 2017년 STAREX크루를 결성했으며, 2019년 'Northfacegawd'로 랩네임을 바꾼 이후 래퍼로 정식 데뷔했다. 2021년 Show Me The Money 10에 참가하였다.

## 음반 목록
- 2019년 8월 24일 EP 《Blue Dream》
- 2020년 8월 14일 EP 《700》
- 2021년 2월 28일 EP 《Northfacegawd》